# Vladimir Delač
Vladimir Delač (Slavonski Brod, 1927. – Zagreb, 1968.) bio je jedan od najpoznatijih i najzaslužnijih hrvatskih karikaturista i crtača stripova. Preminuo je u Zagrebu 1968. godine poslije kratke bolesti. 

## Životopis
Poslije odlaska s Akademije likovnih umjetnosti u Zagrebu poslije samo dva semestra, svoju karijeru započinje u humorističkom časopisu Kerempuh. 1946. godine uredništvu časopisa prodaje prvi strip, te malo poslije toga i sam postaje član uredništva. U suradnji s Walterom Neugebauerom i Bordom, 1950-te objavljuje prvi animirani film na području Jugoslavije pod nazivom Veliki miting. Svoje remek-djelo, crtani film Revija na dvorištu, objavljuje 1952. godine. Pored animacija, Delač ne gubi svoju ljubav prema stripovima, te 1950. godine objavljuje svoj strip Vuna Kićo - orasi Mićo. Važno je također napomenuti njegovu suradnju s vodećim hrvatskim dnevnim novinama i tjednicima kao što su Vjesnik, Večernji list i naravno Kerempuhom.

## Likovi
- Kićo i Mićo
- Viki i Niki
- Tramvajko
- Ivica Bucko
- Miki
- Svemirko